# Ulica Lubelska w Zamościu
Ulica Lubelska – jedna z głównych arterii w Zamościu, która jest ulicą jednojezdniową i jedną z najstarszych w mieście; stanowi przedłużenie ul. J. Piłsudskiego.

## Historia
Ulica ta powstała (podobnie jak ul. Partyzantów i ul. Lwowska) na początku lat 20. XIX wieku. Początkowo jako Trakt Lubelski, a następnie Wyjazd Lubelski prowadził od Starego Miasta do granic miasta.

### Nazwa
W latach 20. XX wieku ulica została nazwana jako ul. Lubelska (od szpitala do granicy miasta). Od 1933 roku jako ul. J. Piłsudskiego (od Starego Miasta do granicy miasta), następnie, w czasie okupacji niemieckiej jako ul. Lublinerstrasse, a od początku lat 50. Aleje Stalina i ponownie ul. Lubelska (od listopada 1956 roku). W 1990 roku ostatecznie przemianowana na obecną nazwę (od ul. Wojska Polskiego do granic miasta).

## Obecnie
Obecnie ulica jest jedną z głównych w mieście i stanowi połączenie Starego Miasta z północnymi terenami (jako przedłużenie ul. J. Piłsudskiego), z których znaczna część jest dawnym Przedmieściem Lubelskim (północne tereny osiedla Janowice i Kilińskiego tworzyły dawniej dzielnicę Przedmieście Lubelskie). Po obu stronach ulicy zlokalizowane są głównie osiedla, jednakże można znaleźć też takie obiekty jak: market „Lux” PSS Społem, CH Galeria Revia Park (m.in. Biedronka), pawilon handlowy Bartosz, salon samochodowy Citroen, Hotel „Artis” (czterogwiazdkowy), salon Galeria Łazienek, sklep budowlany Hydromet i inne obiekty handlowe. Na odcinku na północ od skrzyżowania z ul. Graniczną po wschodniej stronie biegnie wzdłuż niej granica miasta, a tereny po zachodniej stronie należą do wsi Sitaniec.